# Kónya György

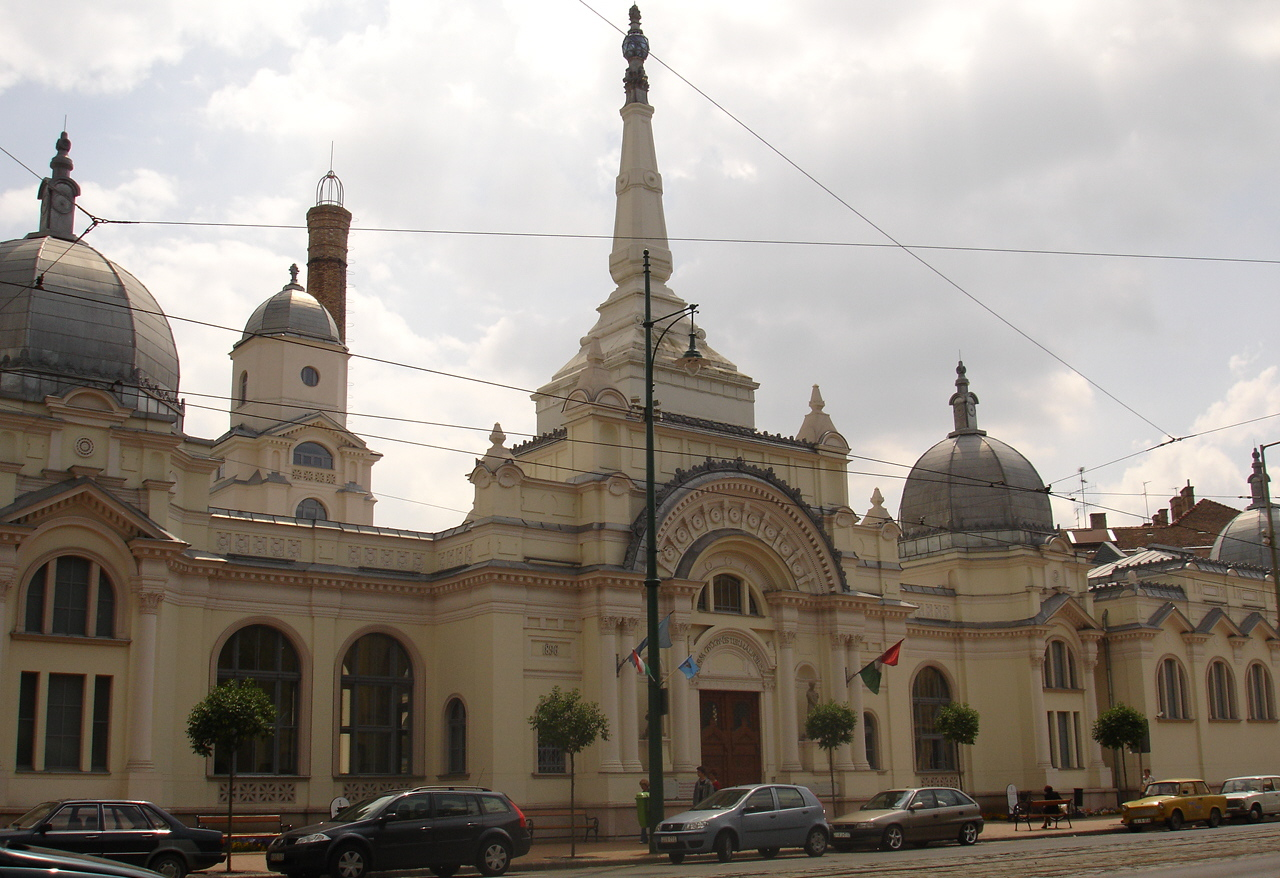
Gőzfürdő

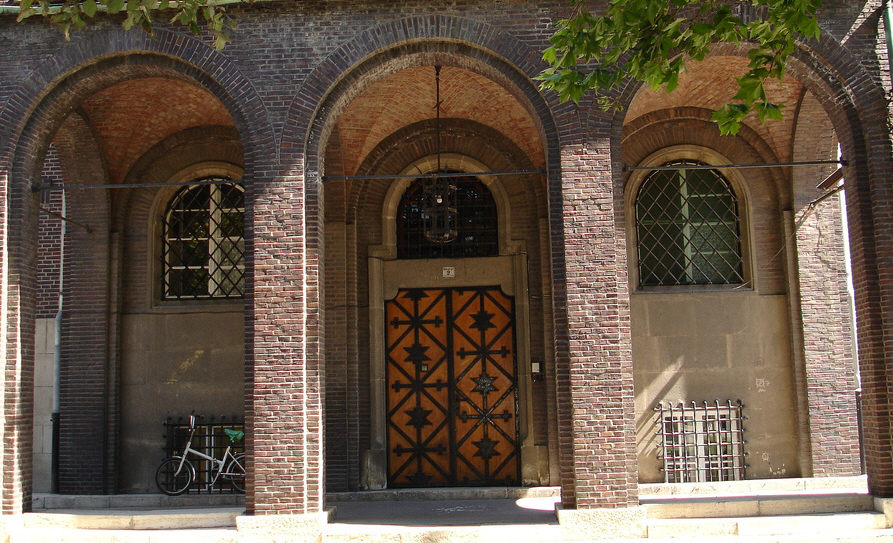
Püspöki palota díszei

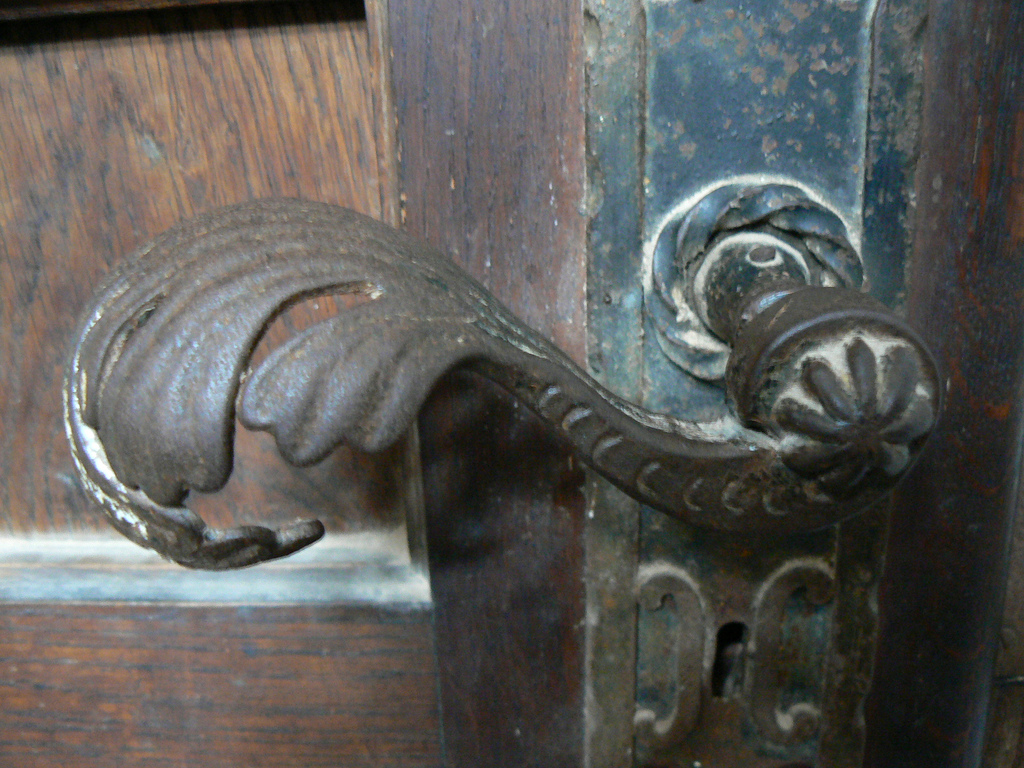
Címeres kilincs

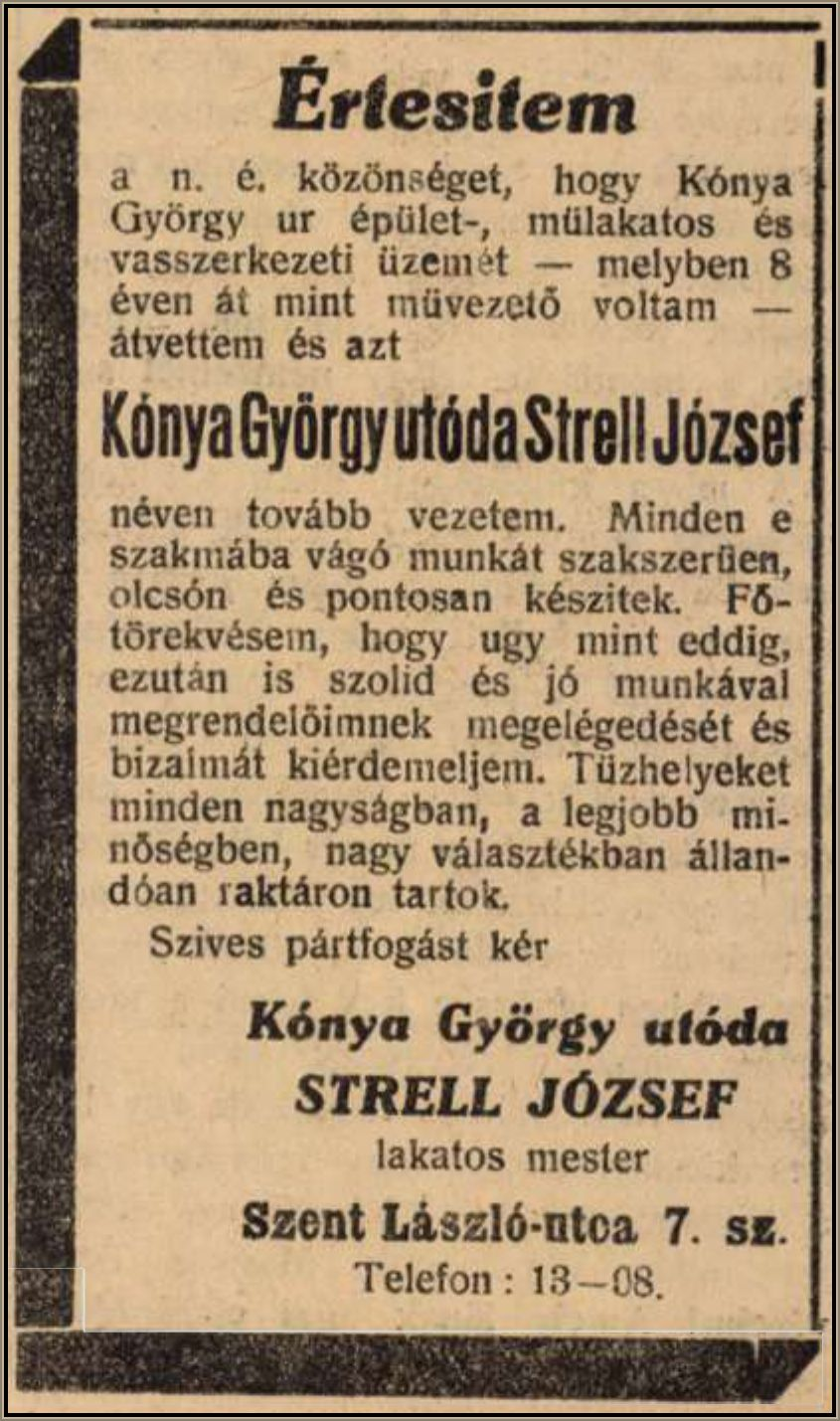
Hirdetés a Szegedi Uj Nemze-dék lapban, 1932. március 6-án

Kónya György (Szeged, Felsőváros, 1863. március 30.  – 1941) műlakatos, iparművész.
A századfordulón Szeged művészi kovácsiparának egyik legkiválóbb mestere. Kortársa volt Fekete Pálnak, Fejős Ferencnek. Szülőháza, később műhelye Szegeden a Szent László utca 7. szám alatt volt.

## Munkássága
Szülei Kónya István és Kondász Katerína római katolikusok voltak, születése napján kereszteltették meg. A szakmát Budapesten Jungfer Gyulánál tanulta. 1880-ban szabadult fel. Bécsben, Prágában, Karlsbadban is fejlesztette szaktudását, két évig technológiai, 2 évig iparművészeti iskolában tanult. 1885-ben Szegeden dolgozott segédként Benkóczy Pál (1854–1927) lakatosmesternél, és itt készített vésett kapuzár alkotásával szerepelt az 1885. évi Budapesti Országos Általános Kiállításon. Az 1887. évi Losonci Munkakiállításon lakatossegédként szorgalomért ezüst oklevelet és 3 ezüstpengőt nyert. 1891-ben a Nagyváradi munka-kiállításon arany oklevéllel és 10 frankos arannyal jutalmazták, melyet az Iparos-ifjak Önképző Körének 1891. november 21-én tartott rendes választmányi ülésén vett át.
1893-ban, önálló műhelyének megteremtése után általában húsz-harminc segéddel és tíz inassal dolgozott, akiket még (konzervatív) patriarchális viszonyok között foglalkoztatott. György-napkor, egész disznót ellakmározott embereivel. Téli időszakban mikor kevesebb volt a megrendelés, munkásaival a munkaigényes és nagy szakmai tudást kívánó munkákat végeztette. Ekkor készültek a sírrácsok, cégérek, díszkapuk, nagyméretű kapuzárak díszes kulcsokkal, kilincsekkel, raktárra. Volt olyan időszak, „amikor 40–50, [az 1930-as évek körül már] kisebb számú munkás dolgozott villanyerőre berendezett üzemében. 270 tanoncot képezett ki.” 1904-ben népes alkalmazotti gárdája volt, mert közülük 19 munkás munkaidő-csökkentésért és béremelésért indított sztrájkjáról híradás szól, ám üzemét nem hozta válságos helyzetbe a létszámcsökkenés, pedig azonnali hatállyal elbocsátotta őket a mester.
Természetesen általános használati cikkeket is készített, sőt az 1920-as években folyamatosan hirdette „egyszerű, vagy fehér fajanszlapokkal kirakott” ún. asztaltűzhelyét.
Kiemelkedő munkái a Móra Ferenc Múzeum összes épületlakatos, műkovács alkotásai, a kupolatető szerkezete, a volt könyvtár díszes vasalásai.
A gőzfürdő világító tetőszerkezete és a teljes belső lakatosmunka az ő nevéhez fűződik. Ő készítette az egyetemi gyermekklinika összes lakatosmunkáját, az összes klinika rácskerítéseit. A kendergyárak bővítésében vállalt nagyobb vasszerkezeti munkákat. Az ő műhelye készítette a szegedi Fogadalmi templom kerítéseinek, rácsozatainak, belső kápolna háborút és békét jelképező térelválasztóinak vasműves munkáit. A templomban Back Bernát állította mellékoltár híres iparművészeti vasrácsozatát. Ő készítette a Püspöki palota külső és belső művészi kovácsolású fémdíszeit. Az alakja miatt Vasalóháznak nevezett épület sarkán lévő köríves erkélyek finoman munkált kovácsoltvas mellvédjei a hasonlóan míves kidolgozású kapurácsokkal együtt Kónya György műhelyéből kerültek ki.
A Szeged-Felsővárosi temetőben 1901-ben szülei sírjára készített „műemléki védettségre érdemes” díszkorlátját a Városszépítő Bizottság hozatta rendbe 1987-ben.
1922 márciusában egyhangúlag megválasztották a Baross Szövetség Fémipari szakosztályának elnökéül. A mester- és tanoncvizsgálati bizottság mesterelnöke volt.

## Utódlása
Strell József műlakatos, mint a fa- és fémipari szakiskola növendéke, egyébként Kónya György távoli rokona, 1924-ben került a mester műhelyébe gyakornoknak, s 1932-ben átvette tőle a műhelyt.
Tőle tudjuk, hogy „Gyuri bácsi” a legnagyobb vállalkozásainak költségvetését is leginkább becslésre alapozta. Ismerte a nem túl ingadozó anyagárakat, munkabéreket, a munkaigényt és a műhelye teljesítőképességét. Papírhoz csak akkor nyúlt, ha bonyolultabb díszművek rajzait készítette segédei számára. Logarlécet, számológépet nem ismert. Soha senkit be nem csapott, de vállalkozásaira ő sem fizetett rá. Félévszázados serény munkálkodása révén hatvan hold algyői földet és a faluban egy kis lakóházat vásárolt. Családi körülményeinek alakulása folytán nőtlenül öregedett meg. Háztartását lánytestvérei vezették, gondozták szépen berendezett lakását, ahol faragott barokk bútorok teremtették meg az érdemes iparos kényelmét.
Műhelyében napi tizenkét- tizennégy órát dolgoztak. Reggel emberei keze alá rendezte a munkát, aztán átöltözve, keménykalapban, sétabottal városbeli vásárlásai után járt, anyagbeszerzési ügyeit intézte, vagy munkában levő épületein nézte az előrehaladást, és nemegyszer új munkák vállalása ügyében megrendelőit kereste föl. Ebéd után felvette hatalmas bőrkötényét, odaállt az üllő mellé. Műhelyében öt kohótűz égett, és húsz satupad mellett buzgólkodtak emberei. Amikor olyan méretű munkákat végeztek, amelyek hatalmas udvarában sem fértek el, kiköltöztek az utcára. Ott állították össze például a Közművelődési palota kupolaszerkezetét is.
Kónya György utóda, Strell József nagyobb vállalkozása a 30-as évek elején az OTI székház (a mai rendelőintézet) műlakatos munkája volt. Erre száznál több cég pályázott, Pestről is. Az épület stílusa a kor ízlésének és gazdasági követelményeinek megfelelően, csupán a puszta funkcióira korlátozódott. Szinte mondhatjuk, hogy ezzel az építkezéssel befellegzett a műlakatosiparnak. A háborús években és 1945 után az anyaghiány és „az évtizedes építkezési pangás a műkovácsolás kohótüzeit szinte teljesen kioltotta.”
Ennek ellenére a szakmai titkok, fogások, tapasztalatok továbbéltek az iparosokban. Mihelyt lehetőség nyílott, alkotóerővé vált az ismeret, még ha távoli szakterületeken mutatkozott is meg. Az 1945 utáni évtizedekben a java korukban és erejükben levő kiváló műlakatos kisiparosok (Benkóczy, Strell stb.) szövetkezetbe tömörülve régi ismereteik birtokában elkezdték gyártani az akkor hiánycikknek számító konzervgyári automata töltőgépeket, borsófejtőket, egyéb készülékeket.

## Összegzés
Élete során száznál több kiváló műlakatost nevelt fel, adta át tapasztalatát. Kónya György ötven évig dolgozott Szegeden, keze nyoma a középületeken kívül számos magánházon máig tanúsítja a hasznosság és szépség harmóniáját. Sok motívum részletet átvesz az antik művészetből, hatására több szegedi mester művén látható hasonlóan gazdag formakincsű alkotás. Jellegzetessége a sokszínű látásmód, mely a nyugtalan eklektikából átcsap a görögösen klasszicizáló stílusból a szecesszióba. Motívumainak elemzését lásd alább, az »akhantuszos kapubetétrács« elemzése alatt.

### Az akhantuszos kapubetétrács elemzése
Kónya György munkáin fellelhető a tudatos vagy véletlenszerű pilaster dísz alkalmazása, innen menti át kovácsdíszeibe azt a motívumkincset, melyet az építészet sűrűn alkalmaz (lábazattal és fejezettel képzett, enyhe kiülésű, többnyire lapos falpillér). Az antik római művészetből származó, a quattrocentóban és a korai cinquecentóban gyakori dekoráció; síremlékek, oltárok, szentségházak pilaszterein alkalmazott növényi, többnyire akanthuszos, felfelé haladó szimmetrikus relief dísz. Magában foglalja a reneszánsz gazdag motívum készletének egyéb elemeit is: gyümölcsköteget, szalagot. Ritkábban csigásan kanyarodó indák is előfordulnak. Nagy szerepet kapott a díszítő művészetben, festőművészetben, hímzőművészetben.

## Díjak (válogatás)
Bár több adat található a párizsi 1900. évi világkiállításon nyert érmeiről, melyek arany és bronzérmeket is említenek, a korabeli francia forrás szerint itt ezüstérmet nyert:
- 1900 – párizsi világkiállításon ezüstérem[3][15][16]

(1900 – párizsi világkiállításon aranyérem, – 
1900 – párizsi világkiállításon bronzérem)

## Köztéri munkái (válogatás)
- 1892 Fakapu betétrács, Szeged, Tisza Lajos körút 76.
- 1892 Zászlótartó, Szeged, Tisza Lajos körút 76.
- 1896 Fakapu betétrács, Szeged, Kárász utca 11.
- 1898 Fakapu betétrács, Szeged, Tisza Lajos körút 22.
- 1898 Fakapu felülvilágítóval, Szeged, Tisza Lajos körút 22.
- 1901 Kónya István és neje Kondász Katalin családi sírhelyének kerítése, Szeged, Dugonics Temető[12]
- 1904 Fakapu betétrács, Szeged, Hajnóczy utca 22. (lebontották)
- 1904 Fakapu betétrács, Tisza Lajos körút 36.
- 1905 Kovácsoltvas rácskapu, Szeged, Takaréktár utca 7.
- 1905 Kapupánt dísz és címeres kilincs, Rókusi templom
- 1909 Címeres kilincs, Fogadalmi templom
- 1920 Heitzmann család családi sírhelyének kerítése és a kriptaajtó, Dugonics Temető Szeged
- 1929 Fogadalmi templom kerítéseinek, rácsozatainak, kapuzatainak, belső térelválasztóinak vasműves munkái.  A háborút és békét jelképező kapu, a Back Bernát állította mellékoltár híres iparművészeti vasrácsozata. A templom főkapuján  lévő kapupántdísz, az oldalkapuján lévő  címeres kilincs

## Múzeumi gyűjteményben
- „Kónya György vaskapuja 1900-ban aranyérmet(!) nyert a párizsi világkiállításon, ma pedig féltett kincse a Móra Ferenc Múzeumnak. A vasművesség csúcsát jelentő vaskaput a Somogyi Könyvtár jóvoltából őrzi a múzeum. A mester hihetetlen könnyedségről tett tanúbizonyságot a kapu megalkotásakor művészi vonalvezetésével, a virágok élethű megformálásával.”[17]

## Galéria

### Rácsok

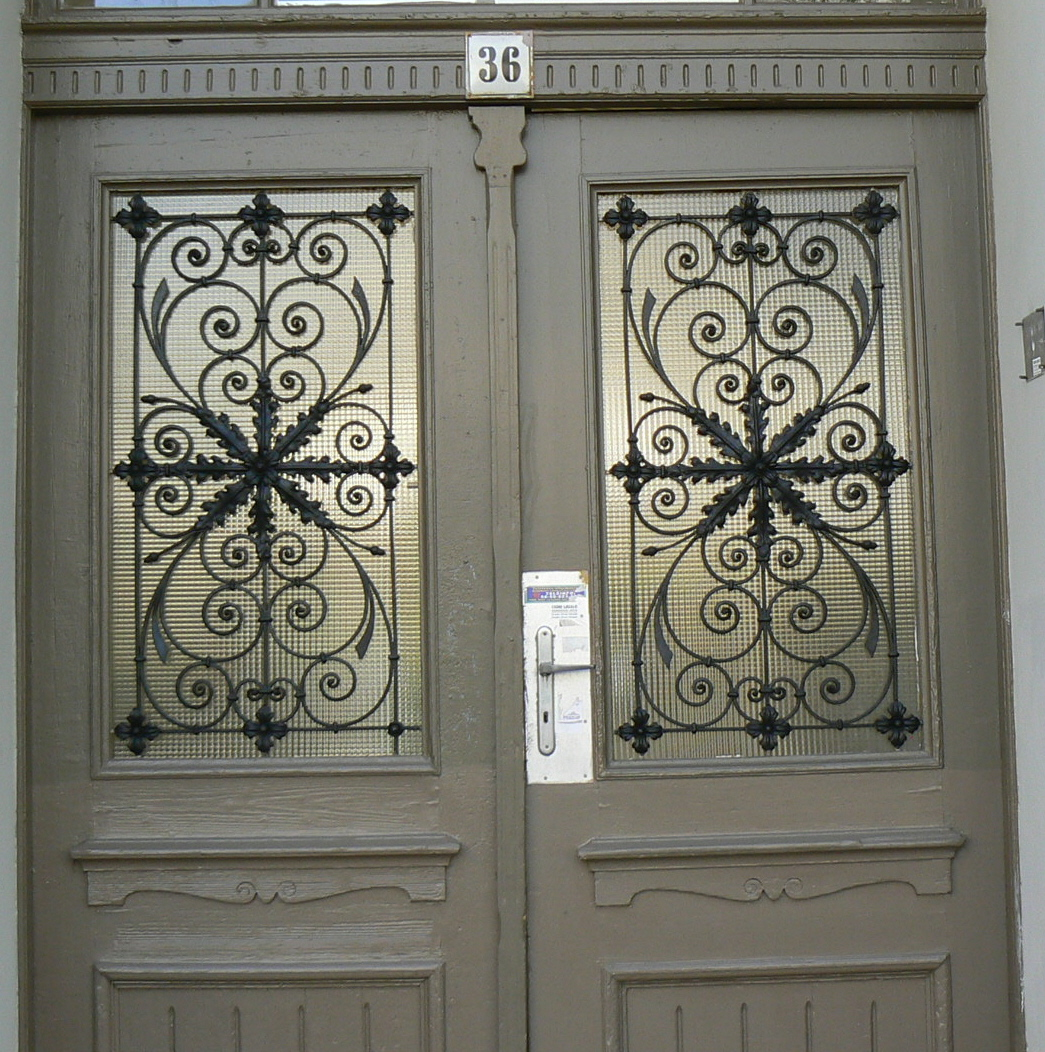
fakapubetétrács, Szeged, Tisza Lajos krt. 36.
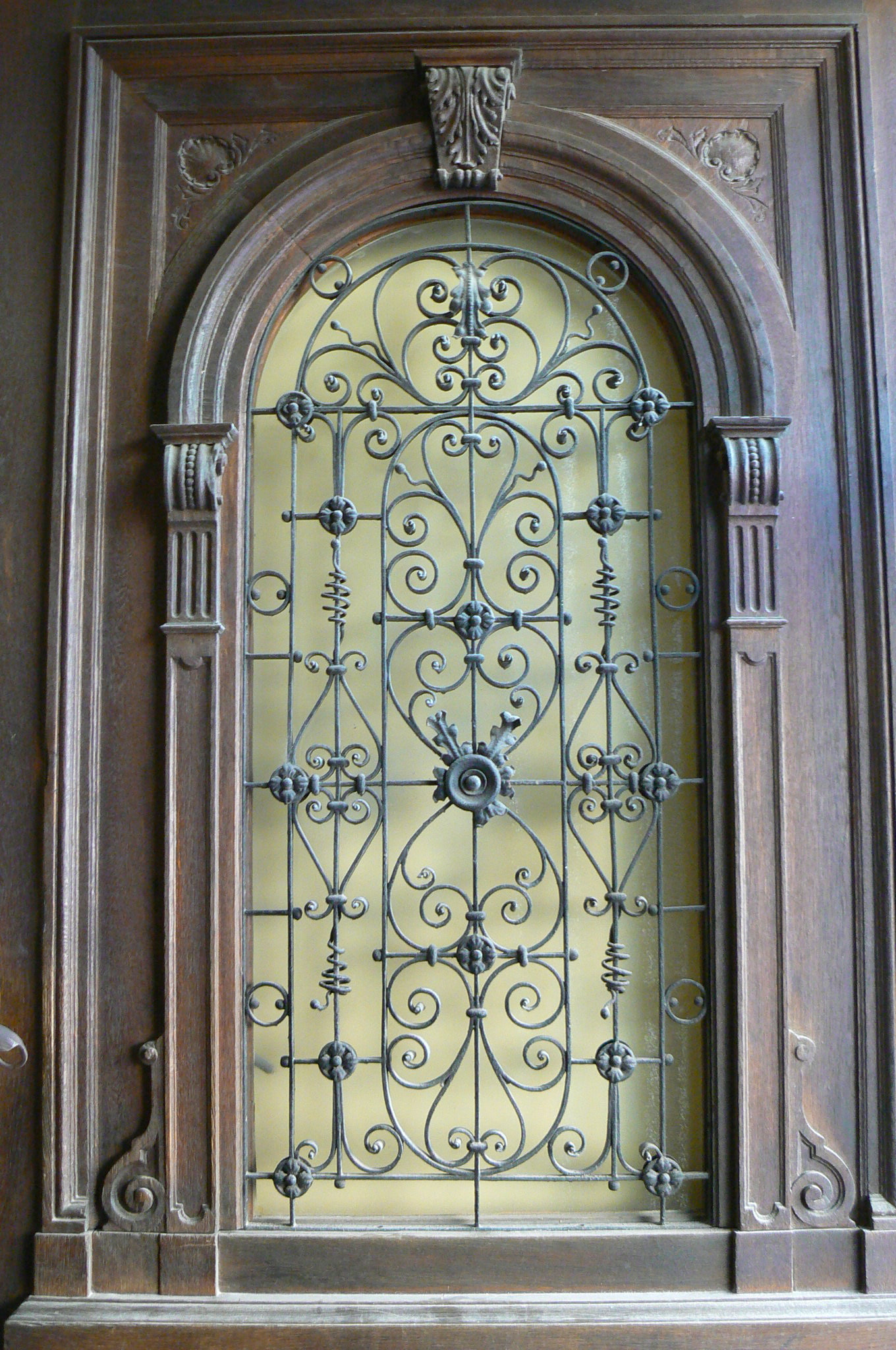
fakapubetétrács, Szeged, Tisza Lajos krt. 22.
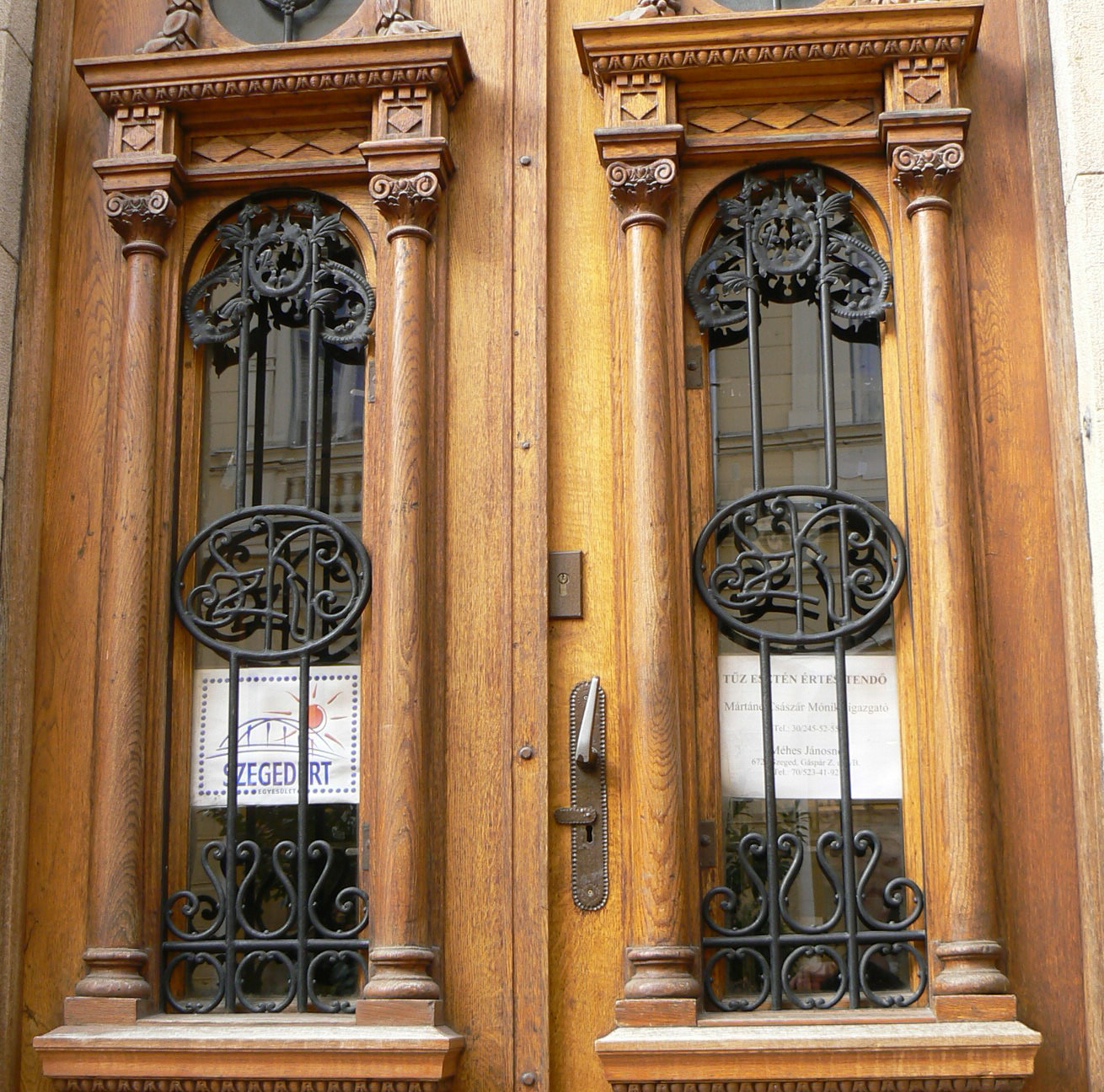
fakapubetétrács, Szeged, Kárász u. 11.
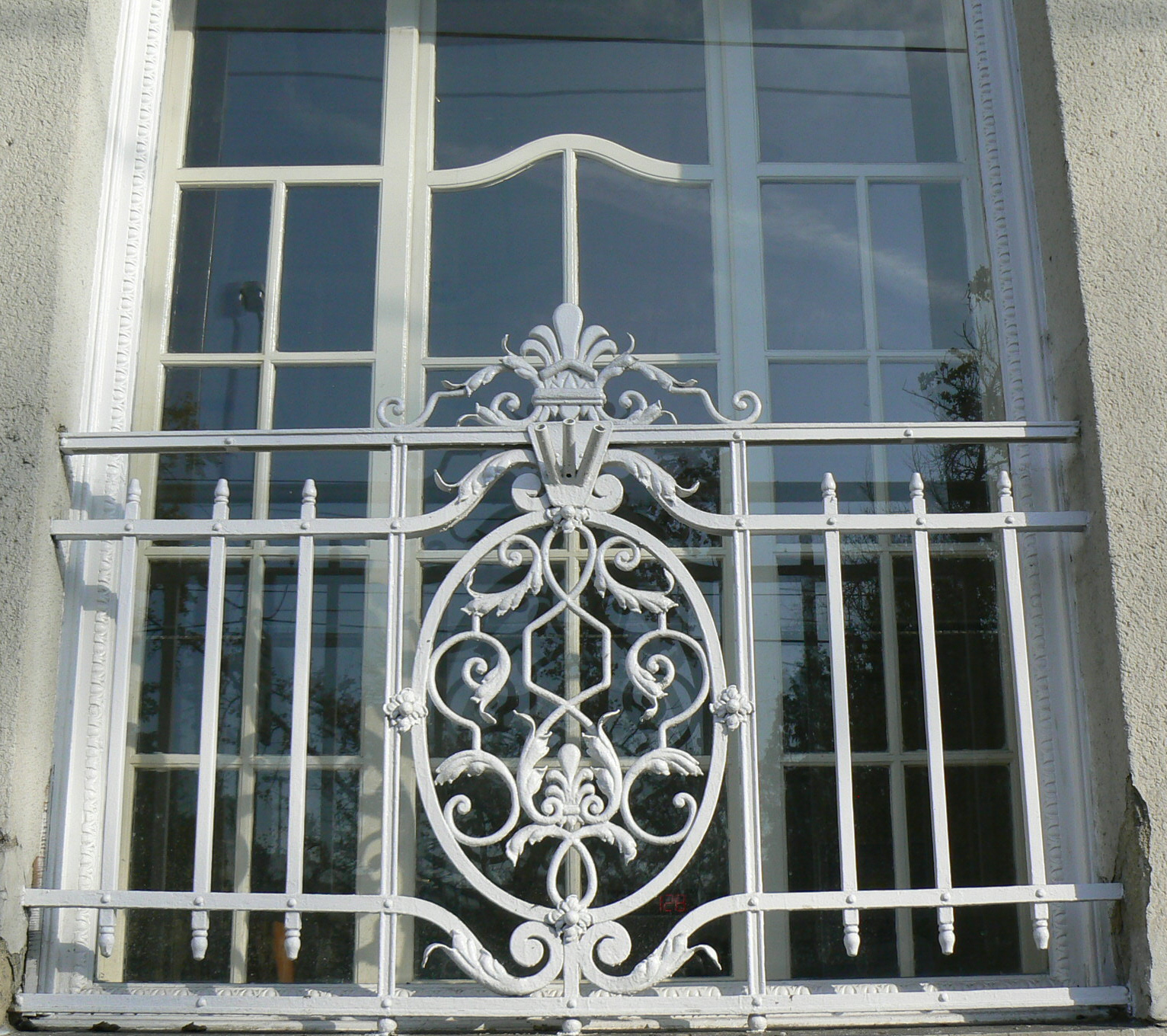
ablakrács, Széchenyi tér 7.
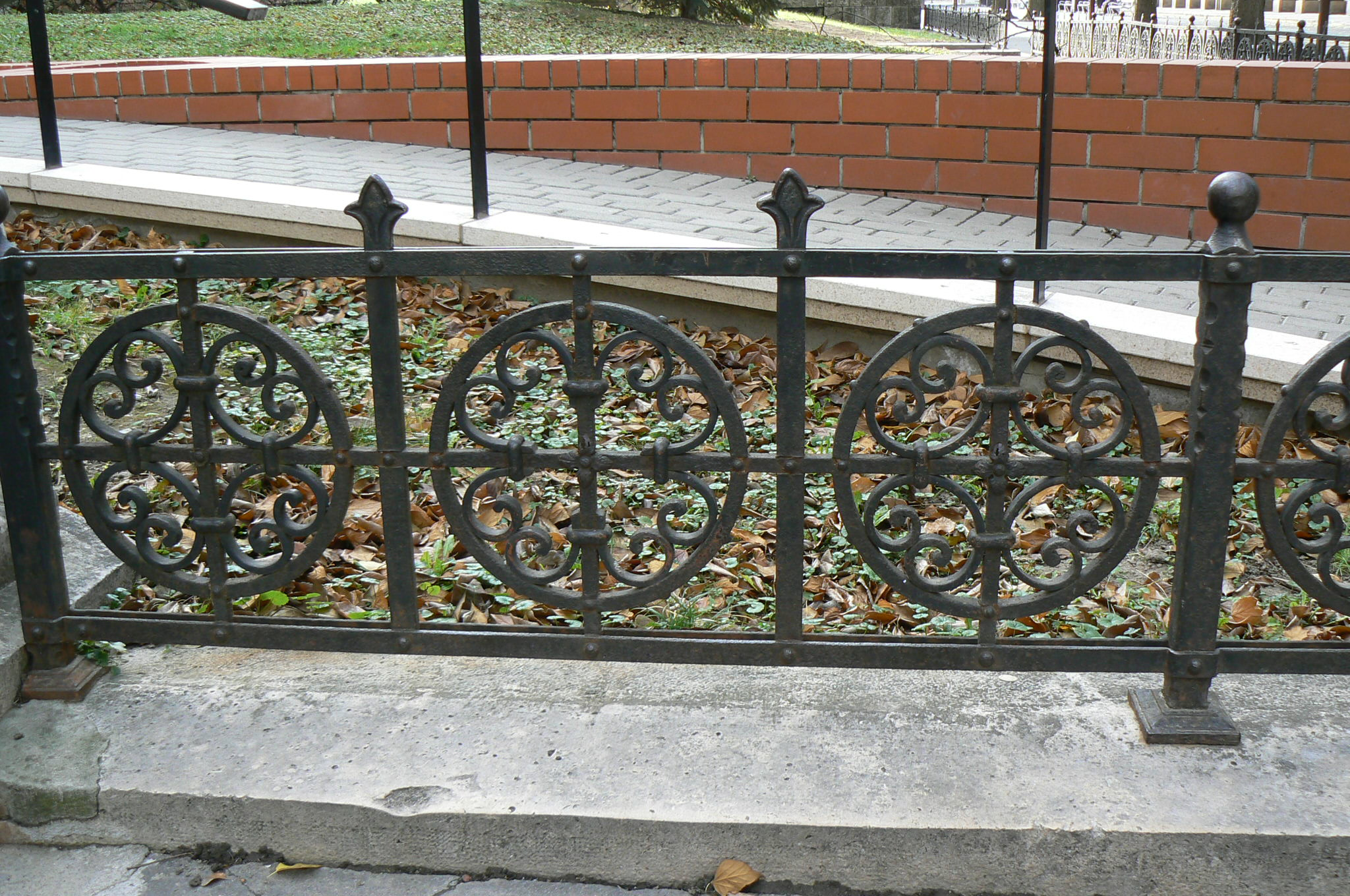
Fogadalmi templom, kerítésrács
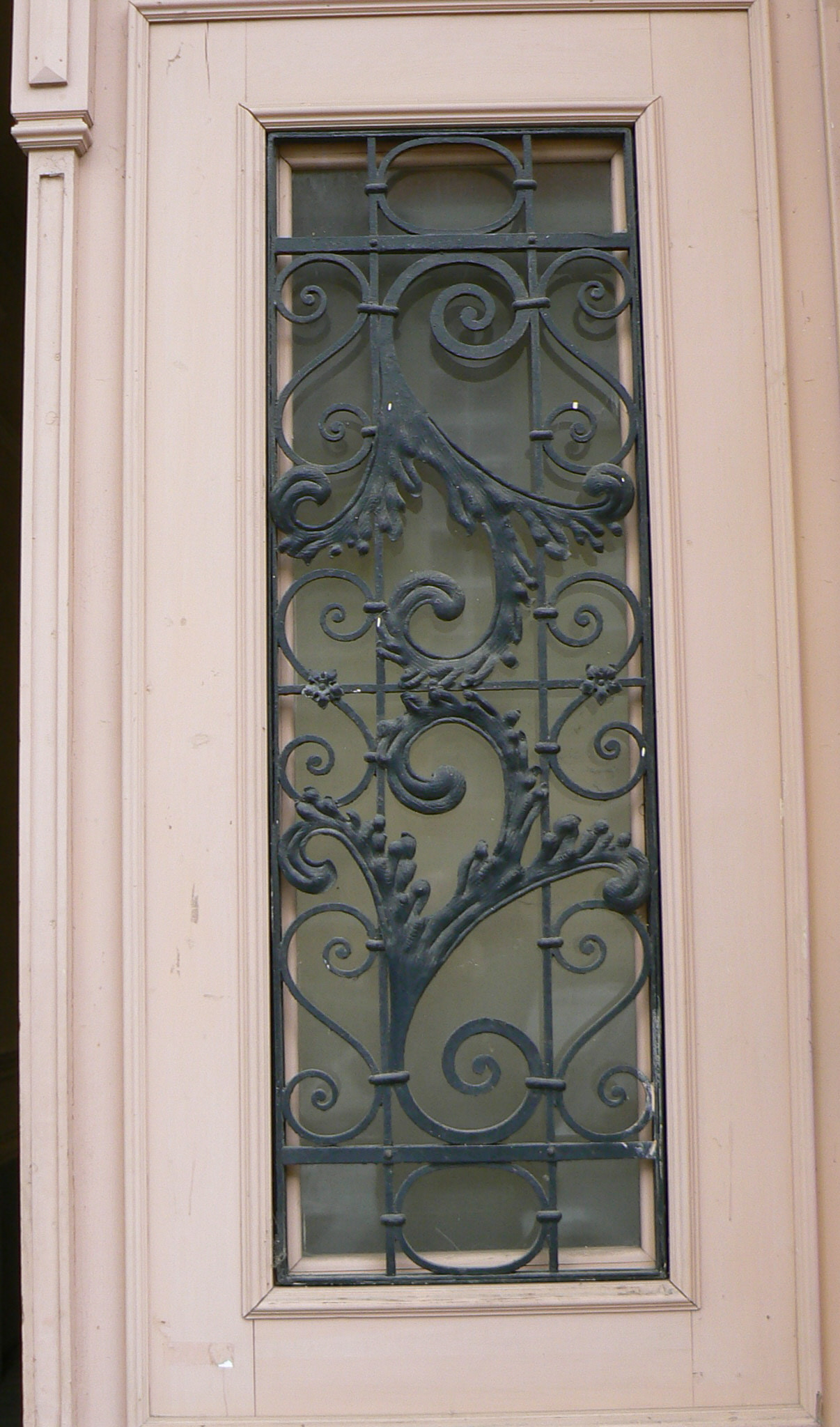
akhantuszos kapubetétrács, Szeged, Tisza Lajos körút 76.

### Kapuk

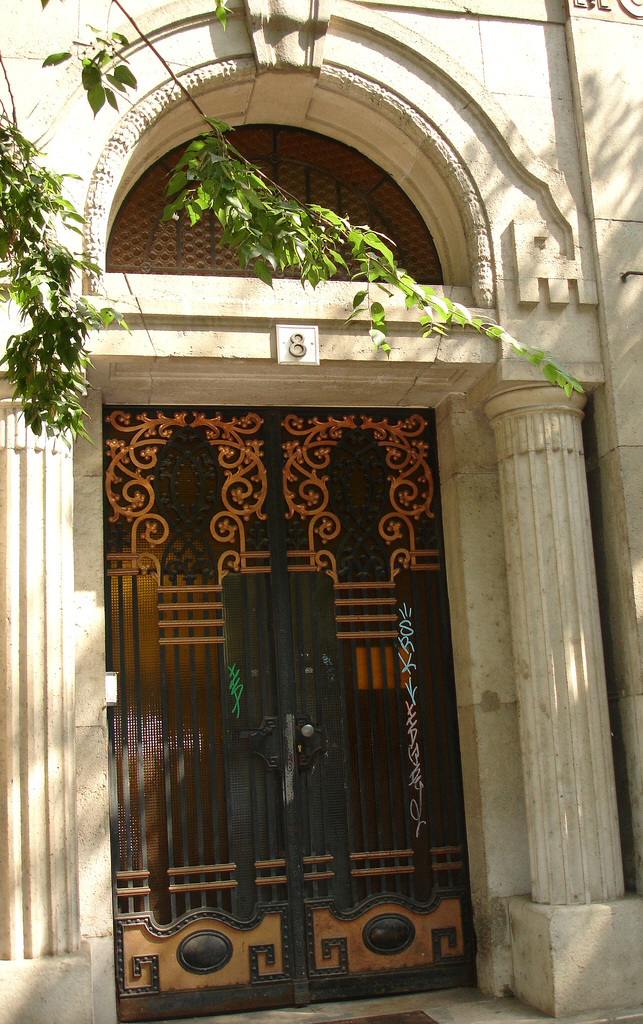
rácsoskapu, Szeged, Takaréktár u. 8.
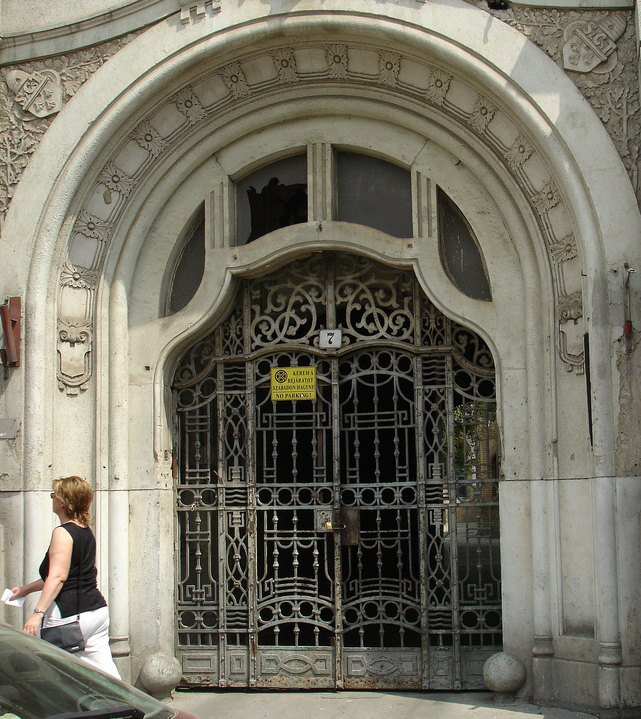
rácsoskapu, Szeged, Széchenyi tér 7.
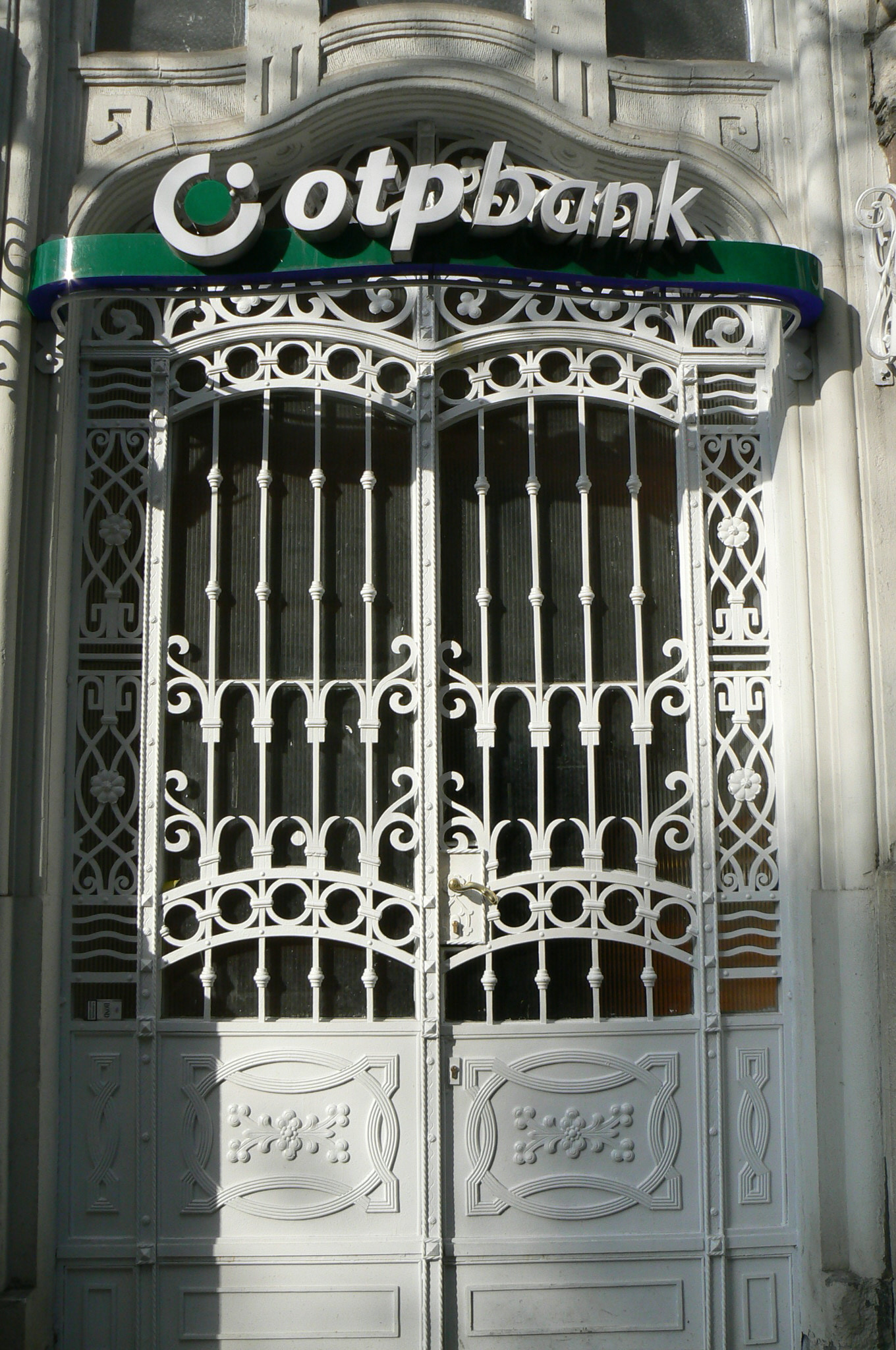
rácsoskapu, Szeged, Takaréktár u. 7.
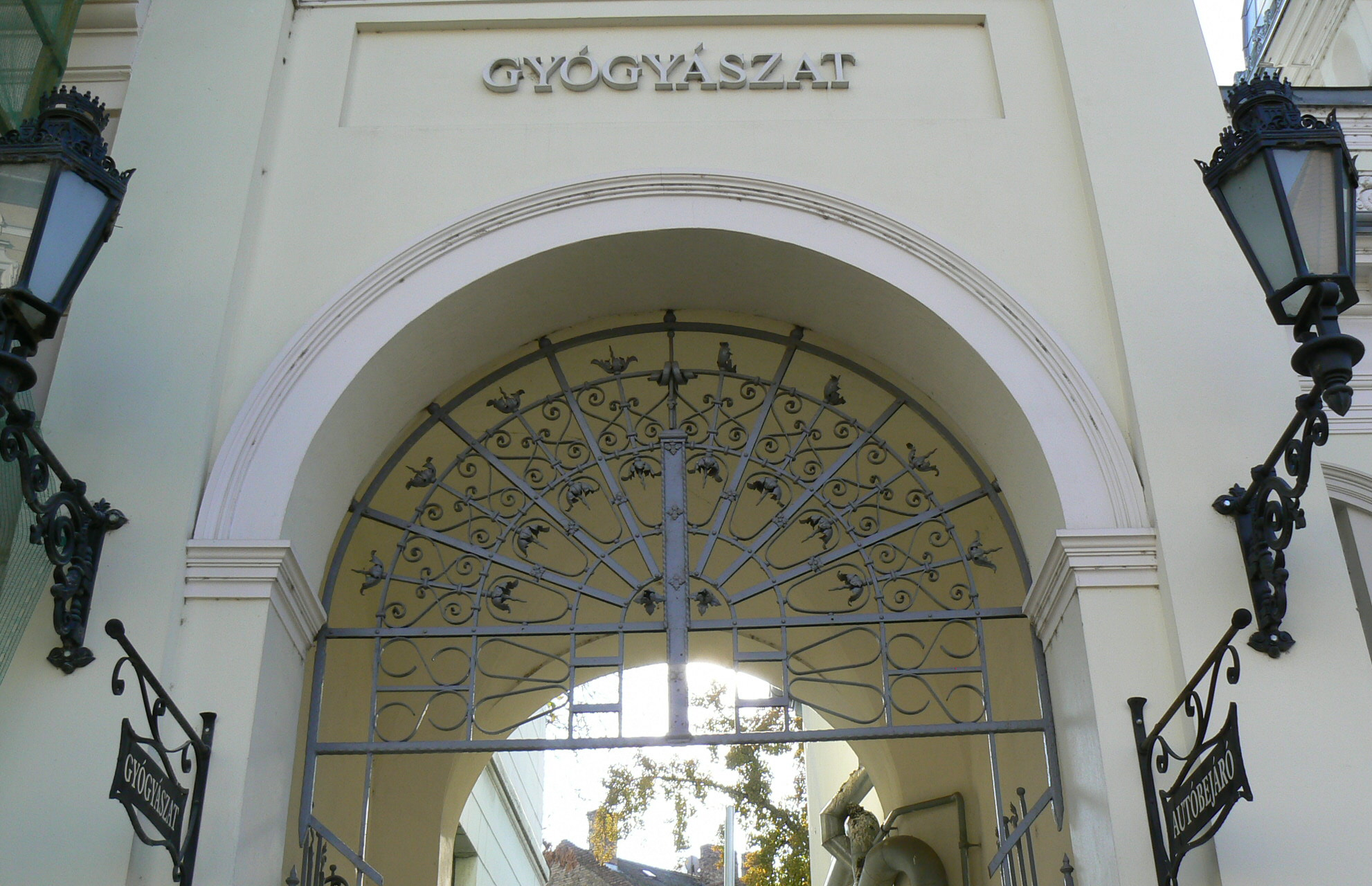
Fürdőkapu
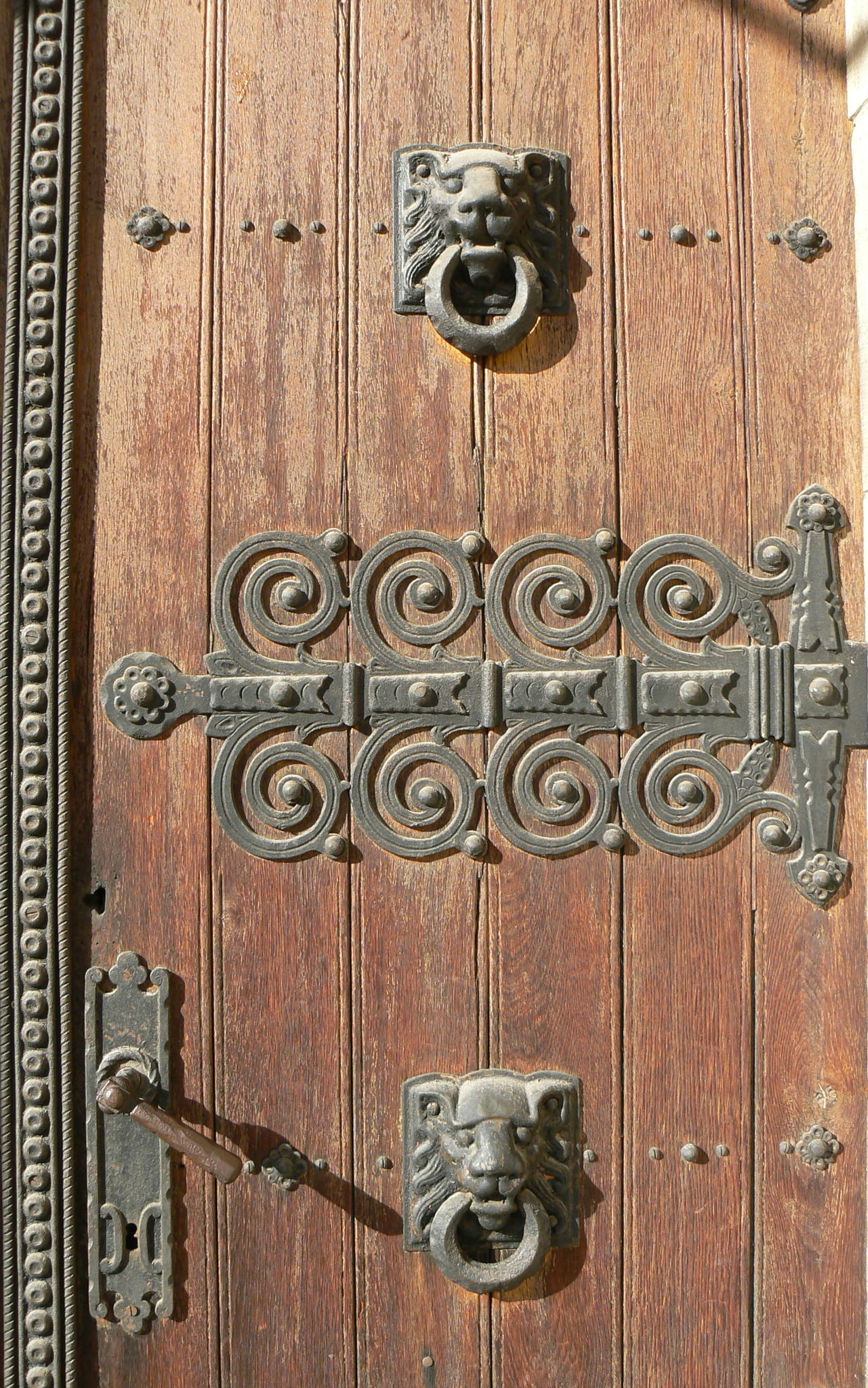
kapupántdísz, Szeged, Fogadalmi templom
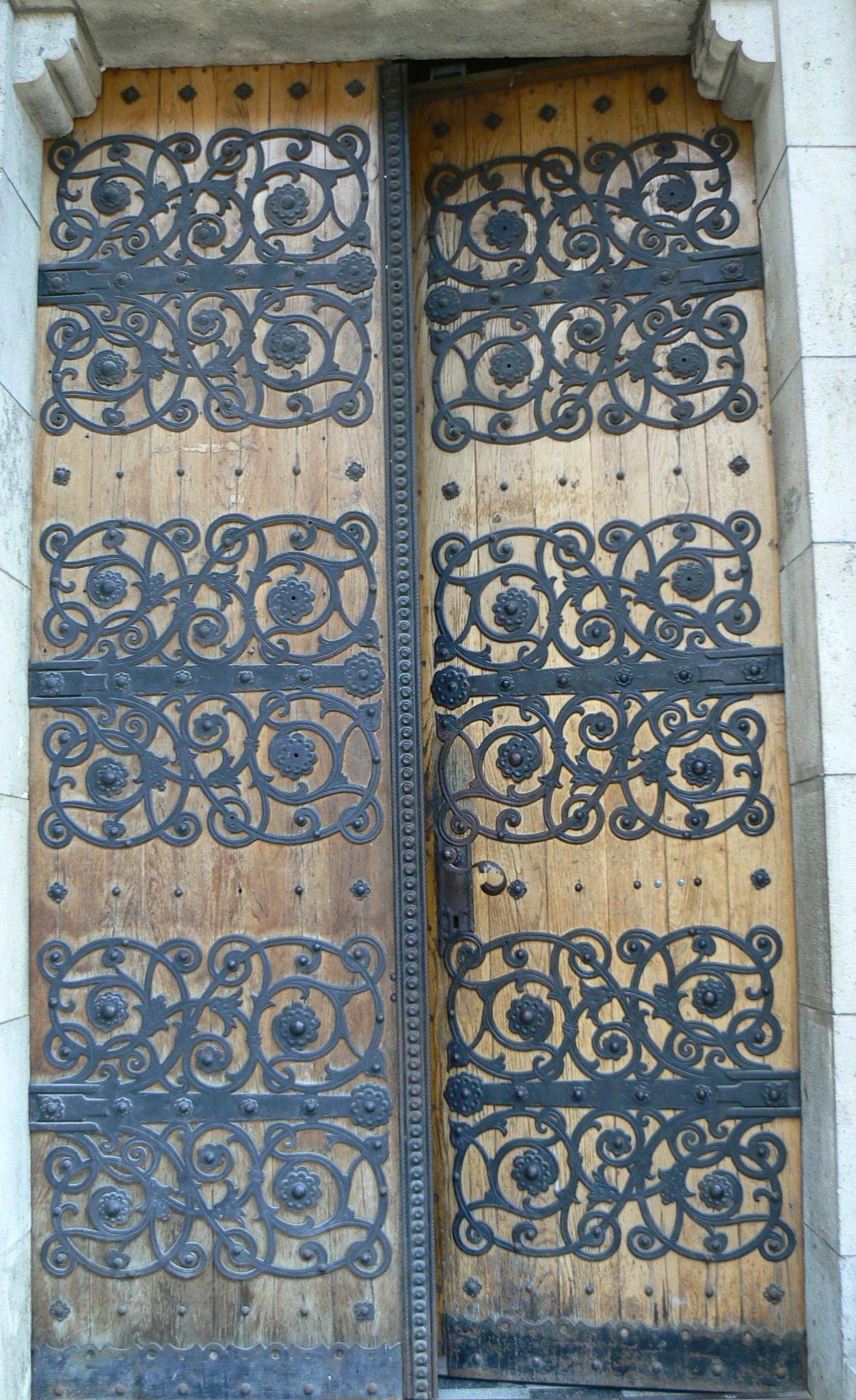
Fogadalmi templom kapupántdísz
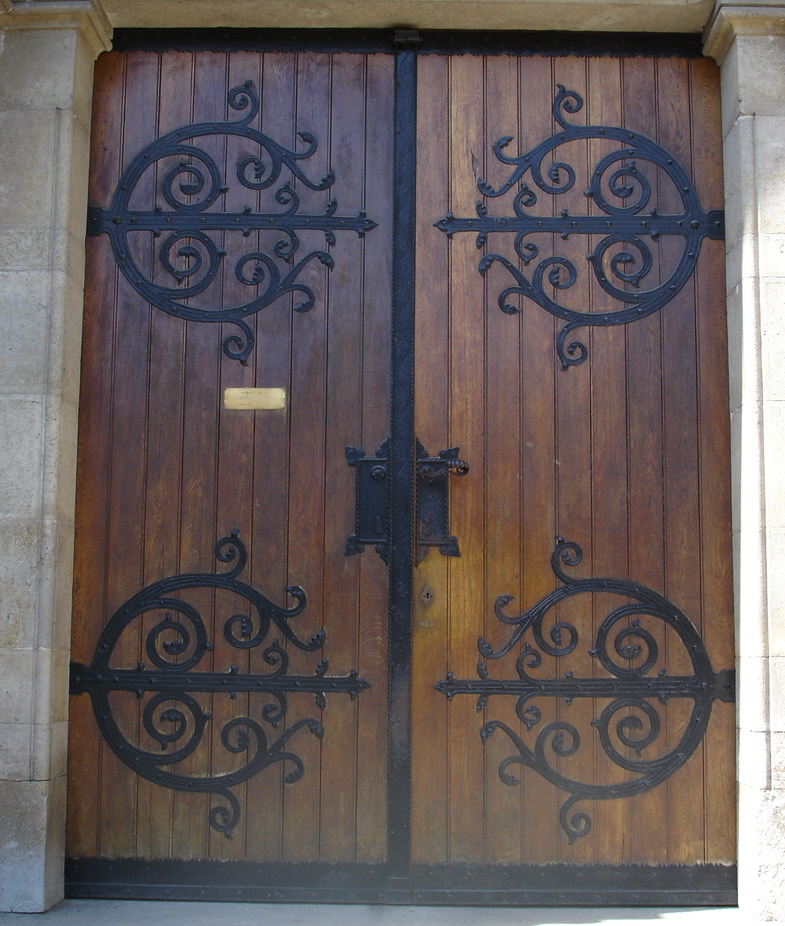
Rókusi templom kapupántdísz

### Egyéb munkák

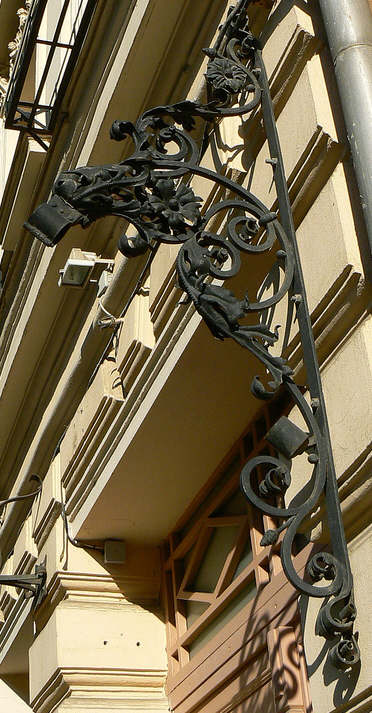
Zászlótartó,  Szeged, Tisza Lajos körút 76.
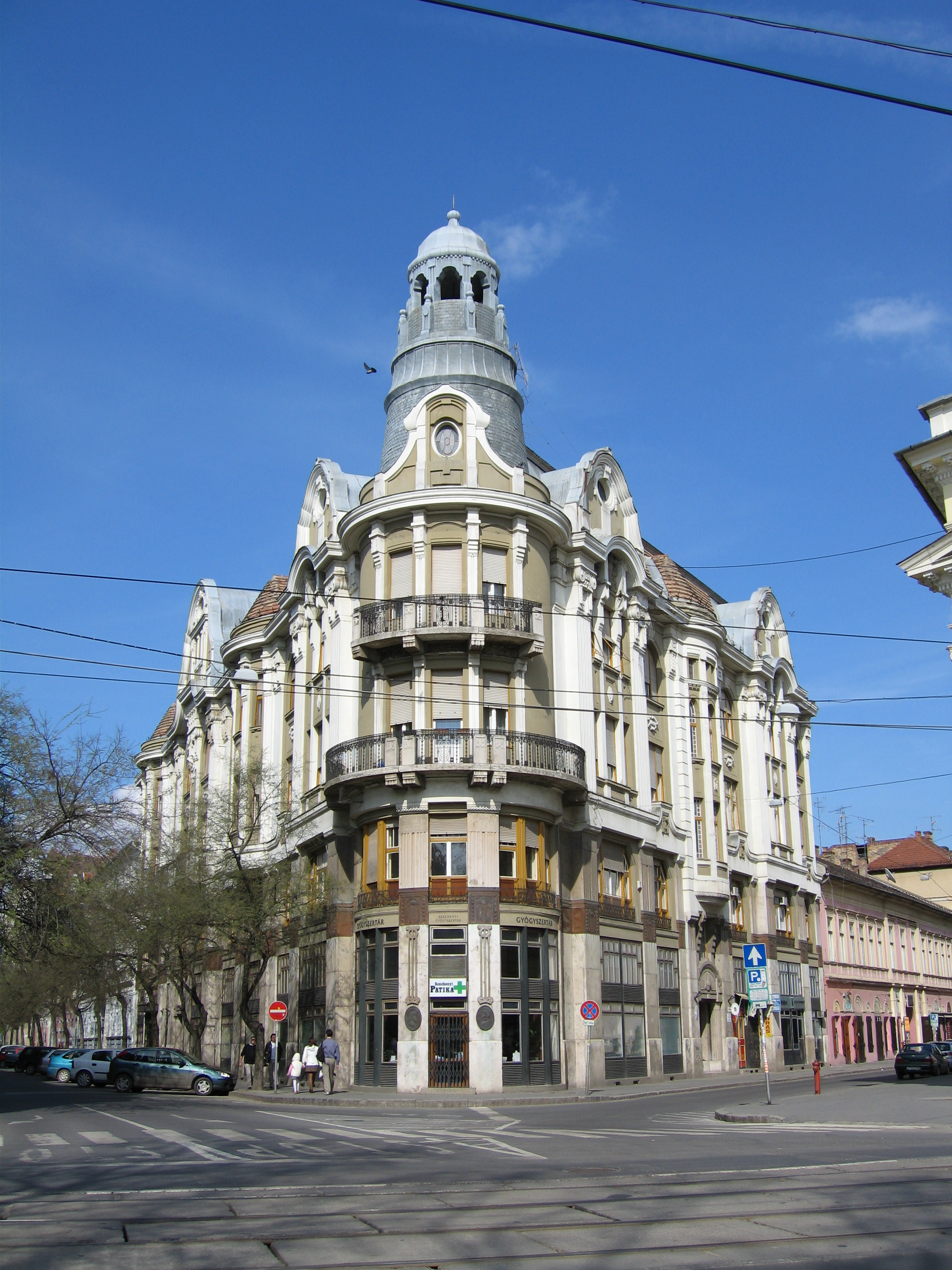
A szegedi Vasalóház